# Nighties
Nighties ist eine deutsche Workplace-Sitcom, die in der ZDF-Mediathek seit dem 27. Juni 2025 zu sehen ist und beim Sender ZDF Neo ab dem 1. Juli jeweils dienstags in Doppelfolgen ausgestrahlt wurde. Die Idee und das Konzept der Serie stammen von Melina Natale.

## Handlung
Die Serie, die in Köln gedreht wurde, handelt vom fiktiven Hotel Prinzenhof im Münchner Bahnhofsviertel. Die Chefin Millie (Tamara Romera Ginés), Concierge Charles (Adnan Maral), Barkeeper Rafael (Ben Felipe), Security-Fachfrau Adriana (Stella Goritzki) und Chefköchin Franca (Mariananda Schempp) müssen die skurrilsten Situationen in der Nachtschicht bewältigen. Stammgast Ghetto Gandalf (Uwe Jannaschk), der regelmäßig am Bartresen einnickt, ist dabei keine große Hilfe.

## Episodenliste
In der ersten Staffel gibt es acht etwa 25 Minuten lange Folgen.
| Nr. | Titel                                      | Erstausstrahlung Streaming | Erstausstrahlung ZDF Neo | Regie            | Drehbuch                             |
| --- | ------------------------------------------ | -------------------------- | ------------------------ | ---------------- | ------------------------------------ |
| 1   | Die Nacht mit dem VIP                      | 27. Juni 2025              | 1. Juli 2025             | Matthias Koßmehl | Melina Natale                        |
| 2   | Die Nacht mit dem Ring                     | 27. Juni 2025              | 1. Juli 2025             | Suki Roessel     | Melina Natale                        |
| 3   | Die Nacht mit dem Schmetterling            | 27. Juni 2025              | 8. Juli 2025             | Matthias Koßmehl | Melina Natale                        |
| 4   | Die Nacht mit dem Ungeziefer               | 27. Juni 2025              | 8. Juli 2025             | Suki Roessel     | Melina Natale / Julian Adiputra Witt |
| 5   | Die Nacht mit ohne Ruhe                    | 27. Juni 2025              | 15. Juli 2025            | Matthias Koßmehl | Melina Natale / Julian Adiputra Witt |
| 6   | Die Nacht vor der letzten Nacht des Jahres | 27. Juni 2025              | 15. Juli 2025            | Suki Roessel     | Melina Natale / Sharyhan Osman       |
| 7   | Die Nacht, in der es nicht brannte         | 27. Juni 2025              | 22. Juli 2025            | Matthias Koßmehl | Melina Natale                        |
| 8   | Die Nacht der trinkenden Toten             | 27. Juni 2025              | 22. Juli 2025            | Suki Roessel     | Melina Natale                        |